# ニキ・ド・サンファル
ニキ・ド・サン・ファル（Niki de Saint Phalle、1930年10月29日 - 2002年5月21日）は、フランスの画家、彫刻家、造形作家、映像作家。本名はカトリーヌ・マリー＝アニエス・ファル・ド・サン・ファル（Catherine Marie-Agnès Fal de Saint Phalle）。
ファッション・モデルとして活躍した後、アートセラピーとして絵を描き始め、芸術表現による自己解放として射撃絵画を制作。挑発的・攻撃的な作品、特に社会における女性の役割を批判的に表現する作品（主にアサンブラージュ）から、やがて、女性性を肯定・強調する《ナナ》シリーズへと転じた。ストックホルム近代美術館の企画として制作した巨大なナナ像の《ホン》が大きな成功を収めて以来、《ナナ》やモンスター、神話・伝説に基づく鳥、蛇などをモチーフにした大規模な彫刻作品《ゴーレム》、《ノアの方舟》、《ストラヴィンスキーの泉》、《太陽神》、《守護天使》、《カリフィア女王の魔法の輪》などを次々と発表。1998年に、トスカーナ（イタリア）で20年以上かけて制作・造園した彫刻庭園《タロット・ガーデン》が完成。2000年に高松宮殿下記念世界文化賞（彫刻部門）を受賞。同年から亡くなる2002年まで、シュプレンゲル美術館（ハノーファー、ドイツ）とニース近現代美術館（フランス）に多くの作品を寄贈した。映像作品として《ダディー》、《夜より長い夢》がある。

## 生涯

### 背景
ニキ・ド・サン・ファルは、1930年10月29日、アンドレ・マリー・ファル・ド・サン・ファル（1906-1967）とジャンヌ・ジャクリーヌ・マルグリット（旧姓ハーパー、1908-1978）の第2子カトリーヌ・マリー＝アニエス・ファル・ド・サン・ファルとして、パリ近郊のヌイイ＝シュル＝セーヌで生まれた。父アンドレはフランスの古い貴族の血を引き、母ジャンヌはアメリカ人エリート実業家とフランス人女性の娘であった。サン・ファル家は裕福な家庭で、1930年までニューヨークに住んでいたが、1929年のウォール街大暴落の影響で、父アンドレ・マリーが兄弟とともに経営していた銀行「サン・ファル & カンパニー」が倒産し、故国フランスに戻っていた。ニキは、自分のことを「デプレシオン（Dépression）の子」と表現した。世界恐慌（Grande Dépression）のときに生まれたことと、父親が他の女性と関係を持ち、母親が鬱状態（dépression）にあったときに生まれたという二重の意味においてである。ニキは兄ジョン、妹クレール、エリザベス、弟リチャードの5人姉妹兄弟である。
両親は生活を立て直すために、翌1931年に長子ジョンとニキをニエーヴル県（ブルゴーニュ＝フランシュ＝コンテ地域圏）の田舎に住む父方の祖父母に預けてアメリカ合衆国に戻った。1933年8月に、コネチカット州グリニッジに住む両親に呼び寄せられた。この頃（3歳か4歳の頃）、母に「ニキ」と呼ばれ、この名前を芸術家として生涯にわたって使うことになる。
1937年に一家はニューヨーク市に居を定め、ニキは「ナナ」というニックネームの乳母に育てられた。「ナナ」はニキが後に彼女の代表作である一連の豊満な女性像に付けた名前である。ただし、作品の《ナナ》は、「女の子」を意味するフランス語であり、「すべての人（everyman）」をもじった「すべての女性（everywoman）」、典型的な女性、女性一般、あるいは女性の原型を表わす。
ニキが晩年にすでに死去した母ジャンヌ宛に書いた出紙によると、ジャンヌは厳格な女性であり、「何よりも子どもの幸せを望む他の母親と違って、子どもの成功を願っていた」という。また、後にハリー・マシューズと結婚したときにも、母ジャンヌは、掃除機をかけているハリーを見て、ニキの「女性としての役割」を奪うような男性として彼を嫌い、さらに、その後、パリのラ・クーポールでジャン・ティンゲリーに紹介したときにも、「私は娘の愛人と一緒に食事をしたくない。みんながやっているように、夫と別れないで、密かに愛人をつくればいいのに」と不平を漏らした。実際、母ジャンヌには複数の愛人があり、家庭では「秘密と偽善がゲームの規則」であったという。
一方、ニキは、晩年の1994年に発表した32ページの著書『私の秘密（Mon secret）』で、11歳のときに父から性的暴行を受けたことを公表した。これは、1992年に娘のローラに宛てた手紙である。父によって「人間に対する信頼を壊され」、大きな精神的痛手を受けた彼女は、精神科医に相談したが相手にされず、法に訴えることもできず、以後、何年間にもわたって孤独感に苛まれ、一方でまた、社会や法によって排除された人々との連帯感を強めることになった。

### 反逆児、モデル、結婚
ニキは聖心会によって創設された女子初等教育機関「聖心修道院（Convent of the Sacred Heart）」に入学した。好きな科目はカリグラフィーで、絵を描いて遊んだり、劇を作ったりするのが好きだった。一種の反抗心から修道院の古典彫刻の（性器を覆う）イチジクの葉を赤く塗ったこともある。両親の不和に嫌気がさし、厳格な規律に反抗して、ニキは放校・転校を繰り返した。
17歳のときから演劇を学び、ダンス・パーティーでモデル・エージェンシーの経営者に声をかけられ、ファッション・モデルとして働き始めた。モデルの仕事は25歳まで続け、多くの雑誌に彼女の写真が掲載されたが、とりわけ『ヴォーグ』誌や『タイム』誌の表紙を飾った写真は、現在でも彼女の伝記などで目にすることが多い。
18歳のとき、幼なじみで同い年のハリー・マシューズと駆け落ちした。二人ともニューヨークの保守的な上流階級に育ちながら、そのような社会に対する反逆心を抱いていたことが共通点であったとマシューズは語っている。彼は後にフランスの詩人レーモン・ルーセルの影響を受けて作家になり、ジョルジュ・ペレックに出会って「ウリポ」に参加することになるが、当時はハーヴァード大学で音楽を専攻していた（1952年学士号取得）。二人は1949年に正式に結婚し、翌50年にマサチューセッツ州ケンブリッジに居を定めた。二人の間には1951年にボストンで生まれた娘ローラと1955年にマヨルカ島（スペイン）で生まれた息子フィリップがいる。ローラは女優ローラ・デューク・コンドミナスとして活躍し、娘（ニキの孫娘）のブルーム・カルデナスは、ニキの助手らとともに、彼女の没後に未完成の作品を完成させることになる。

### 渡仏 - アートセラピー
ニキとハリーは、マッカーシズム（反共産主義・赤狩り）や人種差別がはびこる当時のアメリカ社会を批判し、芸術活動に専念するために、1952年、パリに移住した。ハリーは音楽の勉強を続けた。ニキはモデルの仕事を続けながら、女優を目指して演劇を学ぶ一方で、芸術家になる夢を抱いていた。だが、「秘密と偽善がゲームの規則」であった家庭に育った彼女は、「内気だったから、自分の気持を表現するのはすごく大変だった」し、両親から学んだ価値観、すなわち、結婚して家庭を築いて、女性の役割を担うことは、彼女が抱いた夢と相反するものであった。
1953年、神経衰弱（特に深刻な抑うつ）のためにニースの病院に入院した。統合失調症と診断された。電気ショック療法を受けたために、記憶力に影響するほどであった。治療の一環としてアートセラピー（芸術療法）を受けたとき、表現によって自分を解放することができることを知った。上述の母親宛の手紙には、母親にとっては何もかも隠さなければならないことばかりだったけれど、「私はすべてを見せる」、芸術表現によって、「仮面を被ることなく」、自分をありのままに見せることができるようになったと書いている。また、精神病院で他の患者と一緒に絵を描き始めたことについて、「狂気の暗い世界」、そしてこの世界からの「回復（癒し）」を発見し、「自分の感情、恐怖、暴力、希望、喜び」を絵画に表現することができるようになった、「絵筆や鉛筆、粘土を手にすると、強い不安が消えた」と語っている。アートセラピストは、このような自己表現はニキにとって、1) タブー（特に誰にも語れなかった父親による性的暴行のタブー）を破ること、2) 他人の目に自分の存在を示し、確認すること、3) 恥の意識を捨てること、4) 象徴的な償いを得ることであったと分析する。
最初は素朴派のような絵や素描を描いた。次第に、太陽、月、動物、怪物、女神などを繰り返し、正確に描くようになった。1954年にパリで活躍していたフィラデルフィア出身の画家ヒュー・ヴァイスに出会った。正規の美術教育を受けていないニキは画家になることにまだためらいがあったが、ヴァイスに励まされて絵を描き続ける決意をし、彼に技法を学んだ。
1955年に一家でマヨルカ島（スペイン）に移住。同年、息子フィリップが生まれた。スペインを旅行中にアントニ・ガウディの作品に出会った。特にバルセロナのグエル公園は、ニキの後の作品に影響を与えると同時に、トスカーナ（イタリア）の彫刻庭園《タロット・ガーデン》制作・造園の最初のきっかけとなった。
1956年から58年にかけて夫ハリーと恩師ヴァイスに励まされながら油絵を描き続け、ザンクト・ガレン（スイス）で初めての個展を開いた。

### 射撃絵画・彫刻（ティール）

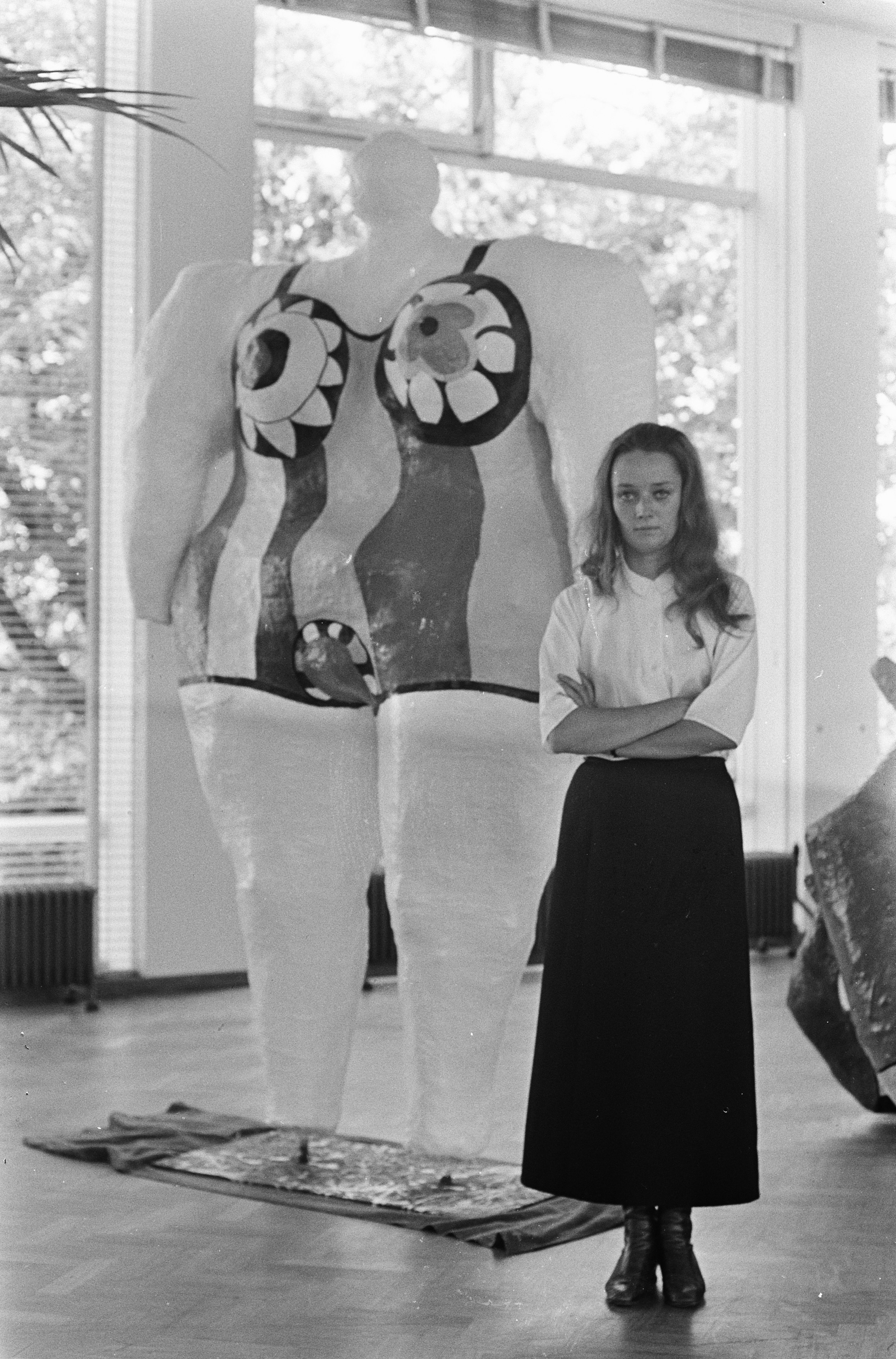
《ナナ》の前に立つニキ（アムステルダム市立美術館で行われた個展、1967年8月23日）

1960年に家族とともにパリに戻り、スイス出身の彫刻家ジャン・ティンゲリーと彼の妻で画家のエヴァ・エプリに出会い、以後、ティンゲリーはニキの制作に協力した。パリではパウル・クレー、アンリ・マティス、パブロ・ピカソ、アンリ・ルソーらの作品のほか、パリ市立近代美術館に展示されたジャスパー・ジョーンズ、ウィレム・デ・クーニング、ジャクソン・ポロック、ロバート・ラウシェンバーグ、マーク・ロスコら抽象表現主義やポップアートのアメリカ人画家の作品に影響を受け、制作の方向性を固めることになった。
1960年、ハリーと合意の上、別居。ハリーは子どもたちとともに別のアパートに移った（翌年、正式に離婚）。ニキはアサンブラージュの作品を制作し始めた。アサンブラージュは、平面的なコラージュと異なり、立体的な要素を組み合わせた表現である。同年にパリ市立近代美術館で行われた大規模な展示会「比較 ― 絵画＝彫刻」に出展した《聖セバスティアヌス、または私の恋人の肖像》は、キャンバスにピンで留められた白いシャツとネクタイの上にダーツボードがあり、入館者が作品に向かってダーツを投げるという、攻撃性の強い作品であった。攻撃性はさらに強まり、ピストル、ナイフ、手足を切断された人形、爪などを作品に取り込むようになった。
さらに、こうしたアサンブラージュから「射撃絵画（ティール）」が生まれた。これは、絵具を入れた袋を石膏でキャンバスに固定し、離れた場所からピストルやライフル銃で撃つパフォーマンスによる絵画である。キャンバスを何度も撃つことで、絵具が次々と流れ出す。ニキはこの「誰も殺さない殺害」を、「私は絵が血を流して死ぬのを見たかったから撃った」と表現した。射撃絵画は、「汚れ、染み」を意味する「タッシュ」に由来する抽象絵画のタシスムと、抽象表現主義のアクション・ペインティングを組み合わせた衝撃的なパロディーでもあり、さらに1960年代に盛んに行われたハプニングの作品でもあった。最初の射撃絵画の制作（セッション）は、ティンゲリーのアパートのあるパリ15区ネッケル地区（モンパルナス）の袋小路アンパス・ロンサンで、ティンゲリー、美術評論家ピエール・レスタニ、写真家ハリー・シャンク、造形作家ダニエル・スペーリとともに行ったが、この後、ジャスパー・ジョーンズとロバート・ラウシェンバーグも制作に協力した。一人ひとり順番に撃った。ニキは、「1枚の絵に向かって撃ち、別の作品に変貌するのを目の当たりにするのは、… 刺激的でセクシーであり、同時にまた悲劇的だった。まるで誕生と臨終に同時に立ち会うような印象だった。… 自分自身に向かって発砲することで、社会と社会の不正に向かって発砲しようとした。私自身の攻撃性に向かって発砲することで、時代の攻撃性に向かって発砲しようとした」と、美術史家ポントゥス・フルテン宛の手紙に書いている。射撃絵画は2年にわたって制作されたが、この間、「病気になったのは1度だけ」であり、彼女にとってはまさに「治療」であったという。
射撃絵画シリーズは、翌1961年にピエール・レスタニがJ画廊で企画した個展「思う存分撃つ（Feu à volonté）」に展示され、ニキの名を世に知らしめることになった。射撃絵画・彫刻シリーズには、以下に見るように、政治・社会批判としての《キングコング》、《ケネディ-フルシチョフ》や、宗教・家父長制批判としての《祭壇》シリーズなどがある。

### ヌーヴォー・レアリスム

#### 社会批判 -《花嫁》シリーズ
1960年、レスタニの提唱により、ティンゲリー、スペーリ、アルマン、レイモン・アンス、ジャック・ヴィルグレ、フランソワ・デュフレーヌ、マルシャル・レイスの8人の彫刻家、画家、造形作家が「ヌーヴォー・レアリスム」宣言を発表した。大量生産品や既製品、廃品のアサンブラージュを制作した彼らは、これこそが、これらのモノに溢れた工業化社会に生きる現代人の「現実」であるとして、これを「ヌーヴォー・レアリスム」と名付けた。ニキは1961年にこの運動（またはグループ）に参加した。彼女のヌーヴォー・レアリスムの代表作は1965年頃に制作された高さ2メートル以上の大作《磔刑》である。これは、腕を切断され、恍惚とした表情の女性像であり、頭髪のカーラー、上半身に接着された多数の小さい玩具類、下半身のパッチワークの半ズボン、ガーターベルト、黒い陰毛など「母」、「娼婦」、「老女」の特徴を併せ持ち、女性が置かれた状況を表わすものと解釈される。
1961年10月4日から11月12日まで、ニューヨーク近代美術館 (MoMA) でウィリアム・C・サイツによる企画「アサンブラージュの芸術」展が開催され、ニキの作品《あなたは私》も展示された。これを機に、1962年2月にニキとティンゲリーはカリフォルニアを旅行し、ロサンゼルスでサイモン・ロディアのワッツ・タワーを訪れた。この作品もまた、彫刻庭園を造ろうというニキの気持ちを強めることになった。カリフォルニアからネヴァダ、メキシコへと旅を続け、展示会やハプニングに参加。1963年に二人はパリの南40キロほどのところ（エソンヌ県）にあるソワジー＝シュル＝エコール（ソワジー＝シュレコール）にアトリエを構えた。

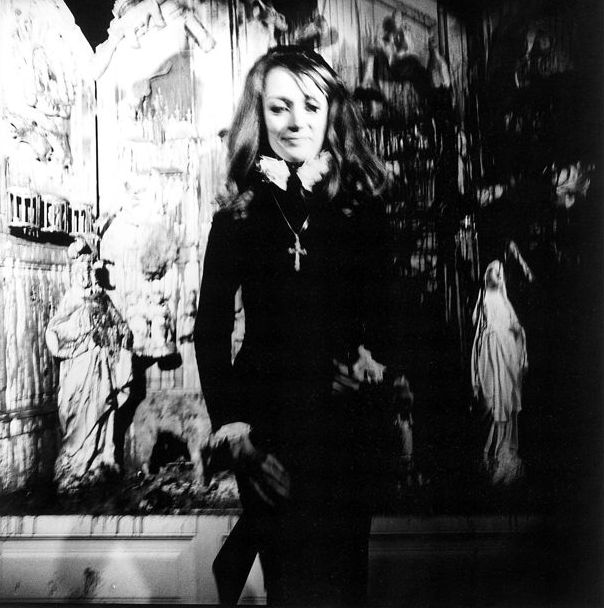
ローター・ヴァレーによるニキの肖像写真（1970年）

同年制作の《花嫁》も《磔刑》と同様に2メートル以上の大きな作品で、ウェディングドレスを着てブーケを持った白い女性像の上体には、胎児のような人形やその切断された手足、靴、自動車、飛行機、性器、花、蛇、鳥などの奇妙な生物をかたどった小さいオブジェが多数接着されている。「（結婚した女性としての）義務の重荷を負って、絶望の叫びをあげているかのような」女性像である。ニキは1963年から64年にかけて、この他にも《馬と花嫁》、《樹下の花嫁》など苦しみと悲しみを湛えた《花嫁》シリーズを発表した。社会規範や不平等、タブーに挑むニキの反逆を表わし、「男性支配の終焉を告げる」作品群とされる。娘のローラは、これらの作品は「激しく拒否されたけれど」、ニキは「一切気にかけなかった。彼女は規則を破り、挑発することを楽しんでいたから」と語っている。《花嫁》シリーズにもすでに社会において女性が担う複数の役割が表象されていたが、これは、この後、妊婦、娼婦などのより多様な女性像を生むことになり、やがて代表作《ナナ》シリーズへとつながっていく。
女性の多様な表象のほか、扱う題材も広がり、アサンブラージュとして怪獣や怪物（モンスター）、ドラゴンを創り始めた。1963年制作の射撃作品《キングコング》では、中央に大きな怪獣、右手に爆撃された高層ビル群、怪獣の左側にはフィデル・カストロ、エイブラハム・リンカーン、シャルル・ド・ゴール、ジョージ・ワシントン、ジョン・F・ケネディ、ニキータ・フルシチョフらのデスマスクが並んでいる。これは、「冷戦期の共存の必要性と束の間の緊張緩和」を表わす作品と解釈される。
怪獣シリーズには、ほぼ同じ頃に制作された《ベルリンのドラゴン》、《グレムリン》、そして1966年頃に制作された重さ約300キロの作品《ソワジーのモンスター》がある。同年にはまた、ダンサー・振付師のローラン・プティのバレエ『痴愚神礼讃』（エラスムスの同名作品の翻案）の舞台芸術と衣装を担当し、《権力の座に就いた女性》として巨大なドラゴンを制作した。

### 豊満な女性像《ナナ》シリーズ
1965年に豊満な女性像《ナナ》シリーズの最初の作品が発表された。ニキとティンゲリーが個人的にも親しくしていたアメリカ生まれの画家・彫刻家のラリー・リヴァースとは、晩年に《破裂した絵画》（絵に近づくと、光センサーによってモーターが動き出し、絵のモチーフがばらばらになる動く絵画）のシリーズを共同制作することになるが、彼の妻クラリスは当時ニキと最も親しく、ニキの制作を手伝っていた。《ナナ》はクラリスの妊娠に触発されて制作された作品である。上述のように、《ナナ》はニキにとって「すべての女性」、女性の原型であり、社会における女性の役割を批判的に表現した《花嫁》シリーズとは対照的に、踊るような軽やかな動き、鮮やかな色彩で表現された開放的な女性像である。

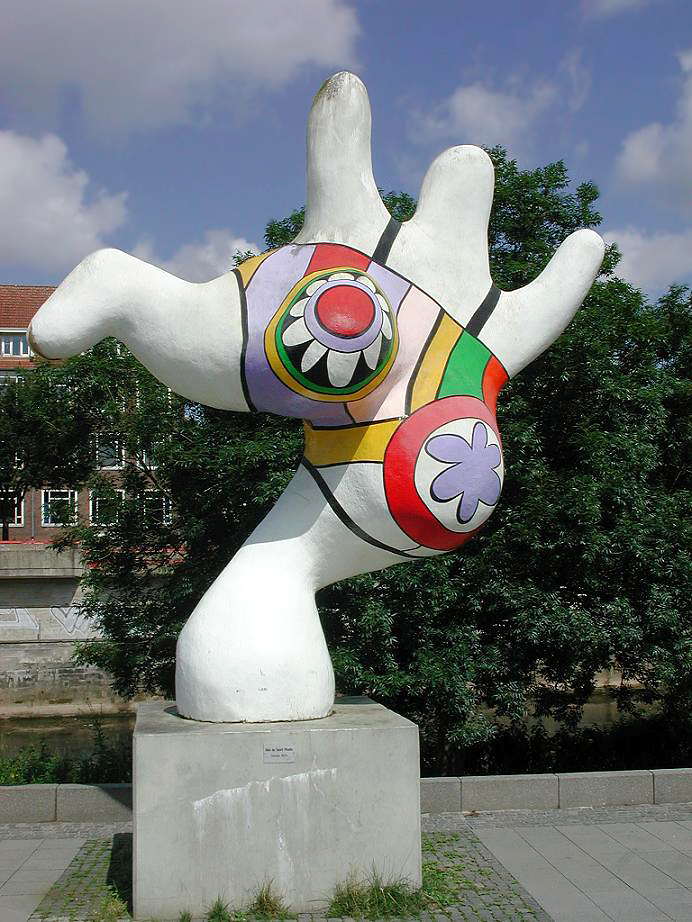
ハノーファーの《ナナ》（ドイツ）
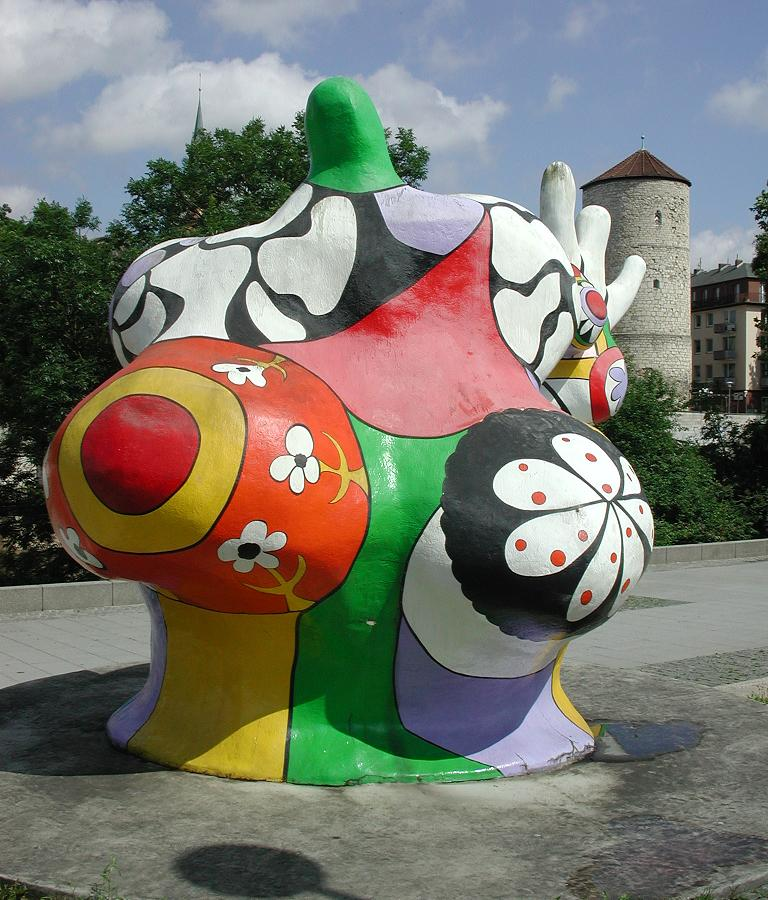
ハノーファーの《ナナ》（ドイツ）
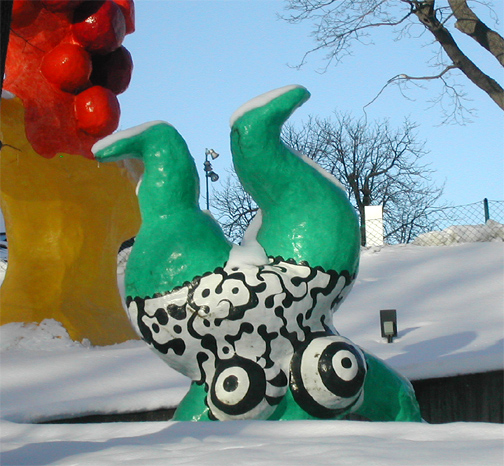
ストックホルム近代美術館前の《ナナ》（スウェーデン）
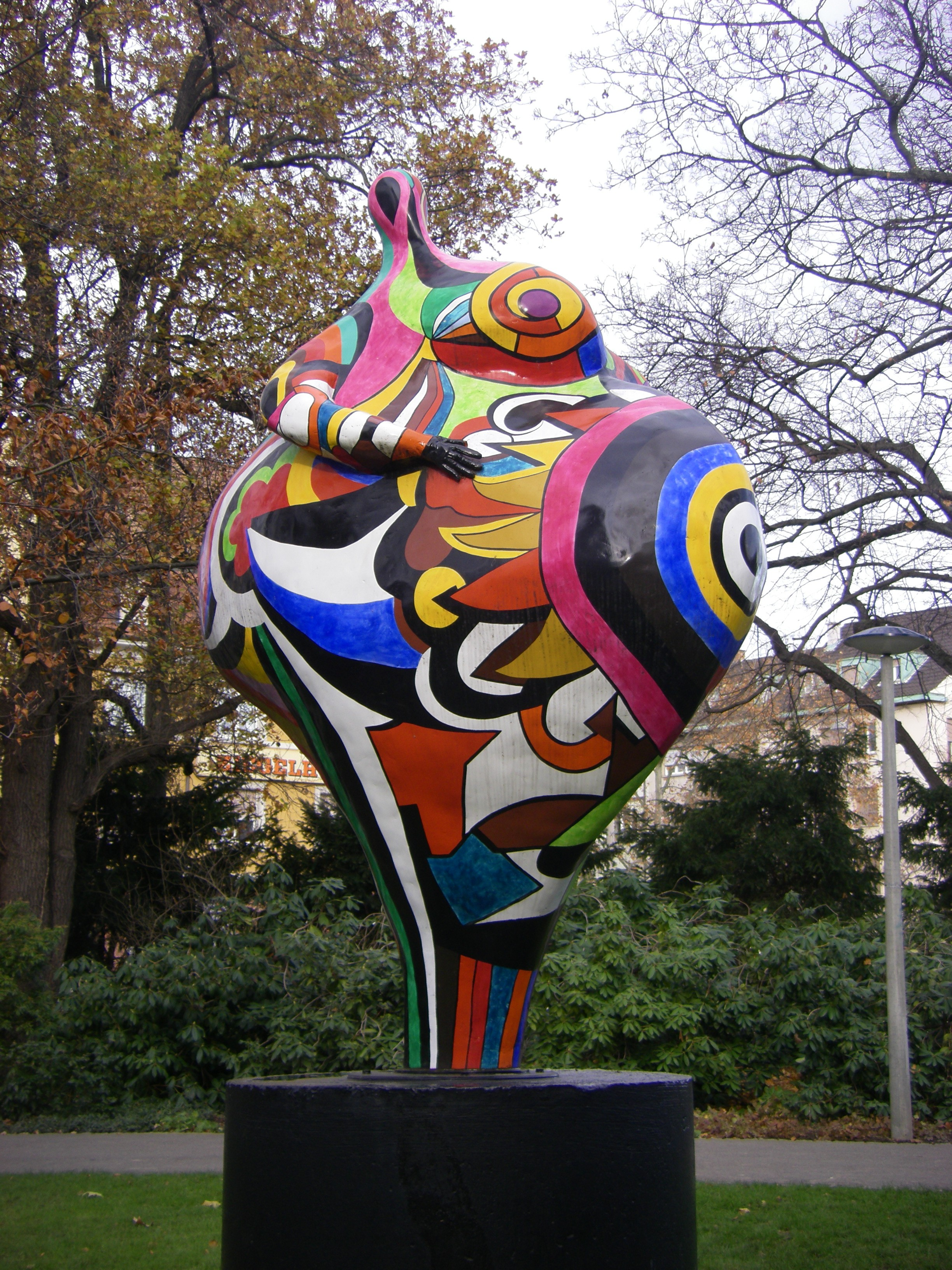
ティンゲリー美術館のナナ《グウェンドリン》

ニキは最初の《ナナ》展示会のためにアーティスト・ブックを出版し、これを機に、ナナを描いた招待状、ポスターなどを多数制作した。さらに、1966年、ストックホルム近代美術館の企画として、同美術館の学芸員であったフルテンからの依頼により、スウェーデン語で「彼女」を意味する《ホン》を制作。ティンゲリーと同地で活動していたフィンランド出身の彫刻家パー・オロフ・ウルトヴェットが協力した（ティンゲリーは動く機械、ウルトヴェットはアサンブラージュをそれぞれ制作）。ウルトヴェットとはすでに1962年にアムステルダム市立美術館で開催されたインスタレーションアートの展覧会「ダイラビー（Dylaby）」（「ダイナミック」と「ラビリンス（迷宮）」をつなげた造語）で一緒に仕事をしていた。ダイラビー展にはティンゲリーのほか、スペーリ、ラウシェンバーグも参加していた。全長約27メートル、幅約9メートル、重さ6トンの巨大な《ホン》の内部には偽物の絵を展示した画廊、音楽室、映画館、水族館などがあり、右の乳房は「ミルクバー」、左はプラネタリウム、そして膣が入口になっている。この意味で、ニキは、何千人もの人々が入った《ホン》は「世界最大の娼婦」であり、オスを食うカマキリであり、「子宮への回帰」であり、同時にまた、彼女にとっての「神殿、聖堂、教会」であるという。本作品は3か月間の展示が終わると取り壊された。
ニキは、この後、彫刻作品《むさぼり食う母親たち》を発表している。ニキによると、《ナナ》が母性のポジティブな側面を表わすのに対して、《むさぼり食う母親たち》はネガティブな側面、「いてほしくない母親」を表わし、《ナナ》のアンチテーゼである。娘のローラによると、ニキは「強い悪意」を込めて《むさぼり食う母親たち》を表現したという。

### 国際的な活動、大規模な作品

#### 彫刻作品群《パラディ・ファンタスティック》
1967年のモントリオール万国博覧会のフランス・パビリオンのためにティンゲリーと共同で彫刻作品群《パラディ・ファンタスティック》（幻想的な楽園）を制作。ニキの《ナナ》やティンゲリーの動く機械など計21点の彫刻によって構成される作品である。
1968年、ニューヨーク近代美術館で大規模な「ダダ、シュルレアリスム、およびその遺産」展が開催された。出展した女性芸術家は、ニキを含む4人だけであった。
1970年にミラノで開催された最後のヌーヴォー・レアリスム展では再び射撃セッションを行い、アサンブラージュによって制作した高さ3メートルの祭壇の磔刑像や聖母に向かって発砲した。

#### 彫刻庭園《タロット・ガーデン》
1968年、長年、彫刻制作に使用していたポリエステル樹脂の燃焼による煙や埃の影響で肺疾患を患い、入院した。希少疾患であり、この後、何度か入院を繰り返すことになった。1974年に、スイスのサン＝モリッツで保養していたとき、1950年代にニューヨークで出会ったイタリア貴族で美術品蒐集家のマレッラ・アニェッリに再会した。マレッラに、ガウディのグエル公園を見て以来いつか実現したいと思っていた「彫刻と自然の対話となる庭園、夢を見る場所、喜びと想像の庭園」を造営する夢、後に《タロット・ガーデン》として実現することになる夢について語ったところ、彼女の兄弟カルロ・カラッチョロとニコラ・カラッチョロがトスカーナ、ガラヴィッキオの土地を提供することになった。ニキは、マルセイユ版タロットの22の大アルカナの寓意を彼女なりに解釈し、これを彫刻作品に表現するという構想を抱き始めた。だが、行政上の問題のほか、経済的にも技術的にも困難に直面し、また、彼女自身の健康上の問題もあった。彼女は資金調達のために、これまで制作した作品、特に《ナナ》のミニチュアを制作し、販売した。《膨らむナナ（ナナ風船）》も制作し、米国で製造販売された。さらに、造園が始まってからも香水を制作し、大々的に宣伝した。《タロット・ガーデン》や各作品についても完成前から写真や模型を展示する展覧会を行い、収益を造園・作品制作の費用に充てた。
健康上の問題では、肺疾患に加えて、変形性関節症を発症した。一時は手関節が変形して制作を続けることができなくなり、歩行すら困難になった。だが、ニキは、「どんなことがあっても、中止するわけにはいかなかった。芸術は、才能より、むしろ強迫観念に関わるものだから」と語っている。
技術的には、ティンゲリーをはじめとする彫刻家仲間のほか、フランスやイタリアの各分野の専門家、職人、造園家、地元の住民など多くの人々から協力を得た。ニキは《タロット・ガーデン》の巨大な彫刻作品《女帝》を住居兼アトリエにして、ここで8年以上制作に専念したが、その一方で、世界各国から様々な建築・彫刻プロジェクトの依頼があった。

#### 《ゴーレム》、《クノックのドラゴン》、ハノーファーの《ナナ》

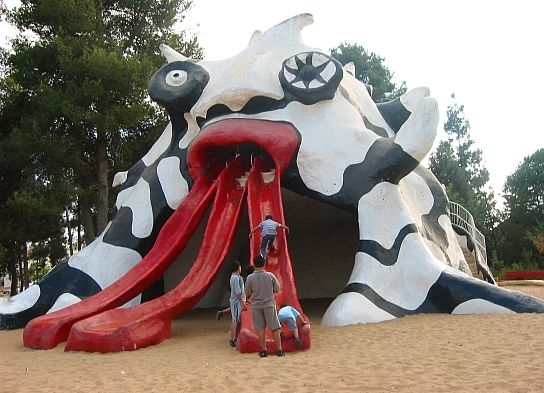
ラビノビッチ公園の《ゴーレム》（エルサレム）

最初の建築プロジェクトは、南仏に夏の休暇のための住宅を建てたいというある個人からの依頼であった。また、1971年にはエルサレム市長テディ・コレックからの依頼で、ラビノビッチ公園に子ども用の建築物《ゴーレム》を設計した。ヘブライ語で「形なきもの」、ユダヤ教経典『タルムード』では「胎児」を表わす「ゴーレム」を、ニキは滑稽なモンスターとして表現した。3本の赤い舌が滑り台になっている。
1973年から75年にかけて、ベルギー・ウェスト＝フランデレン州クノック＝ヘイストの一地区クノックに《クノックのドラゴン》を建設した。これはクノック＝ヘイスト在住の美術品蒐集家で画家・版画家でもあるロジェ・ネレンスからの依頼で、ティンゲリー、リコ・ウェーバー、そしてネレンス自身も制作に協力した。後にキース・ヘリングがクノックを訪れたときに、内部の階段の手すりにフレスコ画を描いた。
1974年、大規模な《ナナ》を3体制作した。白い身体の踊るようなナナ、臀部を強調した色鮮やかなナナ、逆立ちする緑のナナで、ハノーファー（ドイツ）の市庁舎近くに設置された。ハノーファーの歴史上重要な女性（ハノーファー選帝侯エルンスト・アウグストの妃ゾフィー・フォン・デア・プファルツ、ゲーテの『若きウェルテルの悩み』のロッテのモデルとなったシャルロッテ・ブッフ、天文学者カロライン・ハーシェル）の名前に因んで《ゾフィー》、《シャルロッテ》、《カロライン》と名付けられ、当初は抗議運動が起こったが、激論の末、公共の場における芸術作品のあり方について見直す機会となり、ニキはハノーファー市の名誉市民の称号を与えられた。

#### 映像作品
1974年、ニキは映画監督のピーター・ホワイトヘッドと共同で制作した映画『ダディー』を発表し、物議を醸した。父親から受けた性的暴行に触れていたからであり、娘ローラ宛の告白の手紙はまだ公開されていなかった。ニキは、この「ブラック・ユーモアの映画」のなかで「私は父を象徴的に17回殺した。家族全員がひどく憤慨して、父の思い出を汚したと私を非難した。私を守ってくれたのは母だけだった」と語り、再び、鬱状態に陥った。この映画を評価したのは、ごくわずかの評論家と精神分析家ジャック・ラカンだけであった。
翌1975年には次の映画『夜より長い夢』の制作に取りかかった。ニキの自伝と作品世界が入り混じった作品で、ティンゲリー、スペーリなどの芸術家仲間のほか、作家レジーヌ・デフォルジュ、女優の娘ローラ・デューク・コンドミナスらの協力を得て制作された。

#### 《スキニー》、《ストラヴィンスキーの泉》、《カリフィア女王の魔法の輪》
1978年から《タロット・ガーデン》の基礎工事が始まり、基礎ができると、ニキは、現場で制作を開始したため、1980年代はもっぱら《タロット・ガーデン》の巨大彫刻を含む20以上の作品の制作に専念した。1979年から、新たな試みとして、フレームによって構成された《スキニー》シリーズを制作。肺疾患の経験から、作品に「呼吸できる空隙」を作って風通しの良い作品に仕上げ、これを糸で吊るすことで、「空間に線を描く彫刻・絵画」という発想であった。
1980年にポンピドゥー・センターで初めての大規模な回顧展が行われた。「自分の過去20年の作品を見るのはとても刺激的だけれど、同時にまた恐ろしくて苦しい。私の作品は自伝的なものだから、裸にされたような気がする。いろいろな問題があって、芸術は、私にとって治療であったから」と、22歳のときの神経衰弱や精神病院での体験に触れ、以後、立ち止まって「振り返る（回顧する）ことなく生きてきたから」と説明している。

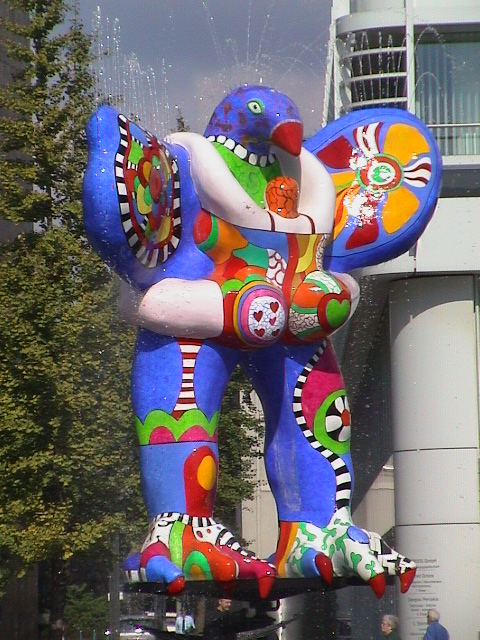
デュースブルクの《青春の泉》（ドイツ）

1983年、ポンピドゥー・センター隣のイーゴリ・ストラヴィンスキー広場の池に設置された彫刻作品群《ストラヴィンスキーの泉》をティンゲリーと共同で制作。ストラヴィンスキーへのオマージュとして制作されたこの彫刻群には、アステカ神話やアメリカ原住民の神話から発想を得た鳥のモチーフによる《太陽神》が含まれる。同じ年にカリフォルニア大学サンディエゴ校のキャンパスでより大規模な《太陽神》を制作した。
同じく1983年に、ロサンゼルス現代美術館（MOCA）の「テンポラリー・コンテンポラリー」（現「ゲフィン現代美術館」）の建設を支援して、絵文字による手紙を作品として発表した。これは、エイズ防止のための教育・意識啓発活動の一環であり、80年代にニキはエイズのために多くの友人を失った。1989年には、《タロット・ガーデン》制作・造園の最初の助手リカルド・ムノンがエイズで亡くなり、ニキは彼のために猫の像を制作した。これは《タロット・ガーデン》内にあるが、同じものがモンパルナス墓地の彼の墓石として置かれ、墓石の前には「あまりにも早く亡くなった、美しく若い、我々の愛する友リカルドへ」と書かれた銘板が添えられている。エイズ防止のための活動としては、この後1990年に息子フィリップと動画を制作し、1994年にはスイスで "Stop AIDS" と書かれた切手をデザインした。
1987年、フランソワ・ミッテラン大統領からの依頼により、彼が22年にわたって市長を務めたシャトー＝シノンでティンゲリーとともに《シャトー＝シノンの泉》を制作。《ニキ・ド・サン・ファルの泉》として親しまれている。翌1988年にミッテラン大統領により除幕式が行われた。
1991年8月30日、ティンゲリーがベルン（スイス）で死去した。ニキは彼と1971年に正式に結婚し、このときにスイス国籍を取得していたが、私生活で意見が合わなくなって別居し、ティンゲリーはスイスで、ニキは主にフランスとイタリアで暮らしていた。とはいえ、芸術活動では、特に《タロット・ガーデン》にはティンゲリーの作品が数点置かれるほか、彼と彼の彫刻家仲間が作品の土台の溶接を行うなど共同制作を続け、《タロット・ガーデン》にある礼拝堂は、ニキが心臓の手術を受けたティンゲリーのために設計・制作したものである。さらに、ティンゲリーが亡くなった後も、ニキは病気を押して、《タロット・ガーデン》の造園と平行して、バーゼルにティンゲリー美術館を設立するために尽力した（1996年開館）。
1994年、Yoko増田静江によって栃木県の那須高原にニキ美術館が設立された（2011年8月31日閉館）。ニキによるこの美術館の建築デザインは、その奇抜な造形のために国立公園法による厳しい規制に触れて実現しなかった。
2000年に高松宮殿下記念世界文化賞（彫刻部門）を受賞した。
同年、ニキは健康上の理由から、カリフォルニア州サンディエゴ市のラホヤに居を定め、ここにアトリエを建設して制作を続けた。2001年にヘレンハウゼン王宮庭園（ドイツ）のグロッテ（洞窟）の3つの部屋を修復した。もともと貝殻、水晶、鉱物で飾られていたが18世紀に取り除かれていたため、ニキがこれをナナ像やガラスのモザイクで再設計した。
最後の大規模な作品は、エスコンディード（カリフォルニア州サンディエゴ郡）の《カリフィア女王の魔法の輪》で、カリフォルニアの歴史、神話、伝説、アメリカ先住民、メソアメリカ文化、原生植物・動物の調査に基づく彫刻作品群（彫刻庭園）である。だが、ヘレンハウゼン王宮庭園のグロッテ（洞窟）も《カリフィア女王の魔法の輪》も完成を見ることなく、2002年5月21日にラホヤで死去。享年71歳。孫娘のブルーム・カルデナスが、長年ニキの助手を務めた芸術家らとともにこれらを完成させた。

## 作品

### 特徴
ニキはアートセラピーとして絵を描き始め、表現による自己解放を目指すようになった。ここから生まれた作品が射撃絵画・彫刻（ティール：Tir）である。美術史家のサラ・ウィルソンは、フランス語の「ティール」には英語の「裂く」を表わす tear（テアー）と「涙」を表わす tear（ティアー）の両方の意味が込められており、さらに前者を男性的な「攻撃、破壊、政治批判」、後者を女性的な「嘆き、喪、精神の破壊」に関連付けることで、ニキの「ティール」は両者の止揚であるという弁証法的な解釈を試みている。
《花嫁》シリーズに代表されるように、社会における女性の役割を批判的に表現する作品から、やがて、女性性を肯定・強調する《ナナ》シリーズへと転じた。俵万智は、2015年に国立新美術館で「ニキ・ド・サンファル展」が開催されたとき、「世界の全否定から全肯定まで。ニキの作品に触れることは、自分の『生きる』を確認することだ」と評した。

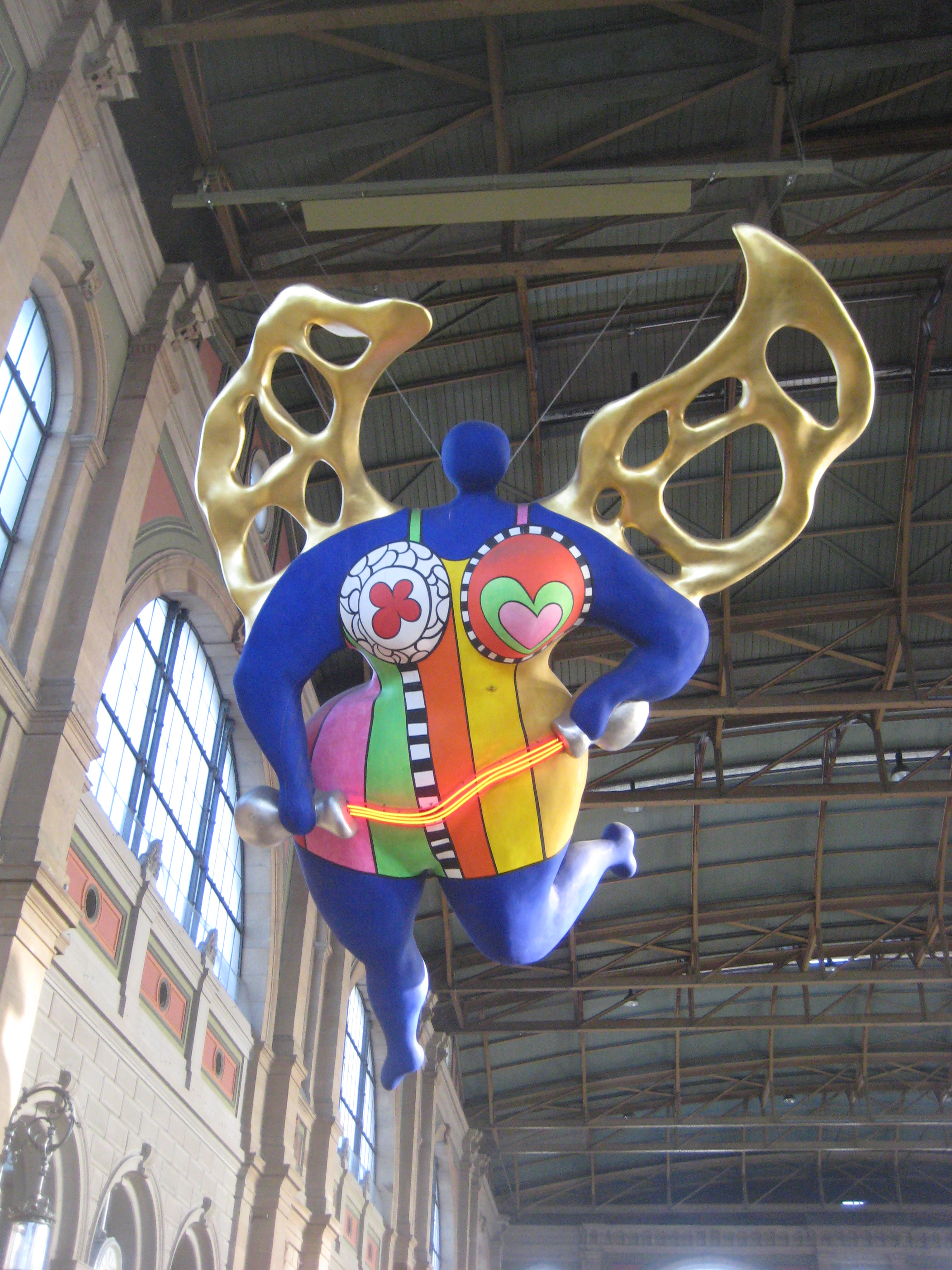
チューリッヒ中央駅の《守護天使》（ドイツ）- 翼はフレームによる《スキニー》

ニキは主にフランスの画家（またはフランスで活躍した画家）パウル・クレー、フェルナン・レジェ、アンリ・ルソー、パブロ・ピカソ、ジャン・フォートリエ、ジャン・デュビュッフェのほか、同時代のアメリカの画家ウィレム・デ・クーニング、ジャクソン・ポロック、ヴォルス、ジャン＝ポール・リオペル、ジョアン・ミッチェル、ロバート・ラウシェンバーグらの抽象表現主義の影響を受けている。一方、アントニ・ガウディのグエル公園（バルセロナ）とフェルディナン・シュヴァルの理想宮（南仏ドローム県オートリーヴ）は、彫刻庭園《タロット・ガーデン》造園・制作の夢を抱かせた重要な作品である。さらに、ピエトロ・ロレンツェッティ (1280-1348)、シモーネ・マルティーニ (1284-1344)、アンブロージョ・ロレンツェッティ (1290-1348)、バルトロ・ディ・フレディ (1330-1410)、サセッタ (1392-1450) らイタリア・ルネサンス期のシエナ派の影響も大きい。
流派・運動としては、既製品、廃品のアサンブラージュを制作した「ヌーヴォー・レアリスム」運動（またはグループ）に参加した。孫娘のブルーム・カルデナスは、ニキのアトリエには玩具などのがらくたが入った段ボールがたくさんあり、触れると、「遊ぶための玩具ではない。彫刻作品を踏みつけるなんて！」と、叱られたという。
晩年には多くの公共彫刻を制作した。エルサレムの《ゴーレム》や《ノアの方舟》、ポンピドゥー・センター隣の広場の《ストラヴィンスキーの泉》、カリフォルニア大学サンディエゴ校の《太陽神》、チューリッヒ中央駅の《守護天使》、ヘレンハウゼン王宮庭園のグロッテ（洞窟）、カリフォルニア州エスコンディードの《カリフィア女王の魔法の輪》などである。これらの作品にも登場する、ニキのモチーフとして重要な奇妙な鳥などの造形は、アメリカ先住民やメソアメリカの文化、歴史、神話・伝説の影響によるものである。
《ナナ》シリーズ以降は色鮮やかな作品、特に造形後に鏡やガラスの破片のモザイクを接着した輝く作品を制作した。

### 制作年順
以下の作品一覧は、ニキ・ド・サン・ファル公式ウェブサイト、2014年7月17日から2015年2月2日までグラン・パレで開催された「ニキ・ド・サン・ファル展」の展示作品一覧を含む関連資料、2015年9月18日から12月14日まで国立新美術館で開催された「ニキ・ド・サンファル展」の展示作品一覧、ポンピドゥー・センター（国立近代美術館）の所蔵作品一覧に基づくものである。太字は、多くの参考資料で言及される代表作、大規模な作品、公共彫刻である。
ニキ・チャリタブル・アート財団（Niki Charitable Art Foundation）は、ニキが生前に設立し、没後に活動を開始した。彫刻作品1,000点以上、絵画、素描等5,000点以上、資料等を多数保存し、これらの知的財産権を有する団体である。2000年から亡くなる2002年まで、ニキはシュプレンゲル美術館（ハノーファー、ドイツ）とニース近現代美術館（フランス）に多くの作品を寄贈した。
日本には、Yoko増田静江コレクション（立体作品約60点、平面作品約200点）のほか、ベネッセハウス（香川県香川郡直島町）にも屋外作品として《会話》、《らくだ》、《猫》、《腰掛》などの作品がある。
| 邦題（試訳）                                                               | 原題                                                                                | 制作年    | 画材（基底材）・寸法・所蔵 |
| -------------------------------------------------------------------------- | ----------------------------------------------------------------------------------- | --------- | --- |
| 《バレエレッスン》                                                         | Classe de ballet                                                                    | 1953      | 油彩（画布）80 x 100 cm |
| 《家族の肖像》                                                             | Family portrait                                                                     | 1954-55   | 油彩（画布）103 x 73 cm（シュプレンゲル美術館蔵、ハノーファー、ドイツ） |
| 《コンポジション（ロールの夢）》                                           | Composition (Le Rêve de Laure)                                                      | 1955-57   | 油彩（画布）190 x 130 cm（ストックホルム近代美術館蔵） |
| 《丸い部屋》                                                               | The round room                                                                      | 1956      | 油彩（画布）200 x 139 cm |
| 《ドラゴンとムーンレディ》                                                 | Moonlady with dragon                                                                | 1958      | 油絵具、様々なオブジェ（合板）150 x 200 cm（個人蔵） |
| 《自画像》                                                                 | Autoportrait                                                                        | 1958-59   | 絵具、様々なオブジェ（木板）141 x 141 x 10 cm（Niki Charitable Art Foundation、USA） |
| 《アサンブラージュ風景》                                                   | Assemblage landscape                                                                | 1959      | 絵具、石膏、様々なオブジェ（合板）141 x 141.5 x 11 cm（Niki Charitable Art Foundation） |
| 《風景の中の薔薇色の裸婦》                                                 | Pink Nude in Landscape                                                              | 1959      | 油絵具、廃品（木板）140 x 201 cm（シュプレンゲル美術館蔵、Niki Charitable Art Foundationによる寄託） |
| 《夜景》                                                                   | Nightscape                                                                          | 1959      | 油絵具、石膏、様々なオブジェ（木の扉、合板）82 x 216 x 11 cm（シュプレンゲル美術館蔵、作者による寄贈） |
| 《船》                                                                     | Bateau                                                                              | 1959      | 油絵具、様々なオブジェ（合板）82 x 216 x 11 cm（シュプレンゲル美術館蔵、作者による寄贈） |
| 《無題（ジャクソン・ポロック風の抽象画）》                                 | Sans Titre (Abstract à la Jackson Pollock)                                          | 1959      | 油絵具、様々なオブジェ（木の扉）197 x 80 cm（Niki Charitable Art Foundation） |
| 《紙吹雪》                                                                 | Confetti                                                                            | 1959      | 絵具、石膏、様々なオブジェ（木板）197 x 80 cm（シュプレンゲル美術館蔵、Niki Charitable Art Foundationによる寄託）                                                                                             |
| 《夜の実験》                                                               | Night Experiment                                                                    | 1959      | 絵具、石膏、様々なオブジェ（合板）（シュプレンゲル美術館蔵、作者による寄贈） |
| 《挽肉用包丁》                                                             | Le Hachoir                                                                          | 1960      | 絵具、石膏、様々なオブジェ（挽肉用包丁、糸玉、麺棒ほか）65 x 50 cm（合板）（シュプレンゲル美術館蔵） |
| 《死の風景（死のコラージュ）》                                             | Paysage de la mort (Collage de la mort)                                             | 1960      | 絵具、石膏、様々なオブジェ（木板）66 x 50 x 9 cm（シュプレンゲル美術館蔵、作者による寄贈） |
| 《あなたは私》                                                             | Tu es moi                                                                           | 1961      | 鋼の歯車、玩具のピストル、ハンティングナイフ、鋼のやすり、ハンマー、調理用フォーク、爪切りはさみ、剃刀の刃、ロープ、石膏（合板）80 x 60 cm（個人蔵）                                                          |
| 《猿（玩具が詰まった猿）》                                                 | Monkey (Toy-Stuffed monkey)                                                         | 1960-61   | 石膏、様々なオブジェ（木板）97.5 x 46 x 14.5 cm （Galerie G.-P. et N. Vallois） |
| 《早く元気になってね（ヴァレンタイン）》                                   | Van Harte Betterschap (Valentine)                                                   | 1960-61   | 絵具、様々なオブジェ（木板）（ニース近現代美術館蔵、作者による寄贈） |
| 《箱の中のアサンブラージュ》                                               | Assemblage in a box                                                                 | 1960-61   | 絵具、様々なオブジェ（段ボール）（シュプレンゲル美術館蔵、作者による寄贈） |
| 《ハートのクイーン》                                                       | Queen of Hearts                                                                     | 1960-61   | 木、様々なオブジェ（木板）（シュプレンゲル美術館蔵、作者による寄贈） |
| 《2丁の銃と1本のナイフ》                                                   | Two Guns and One knife                                                              | 1960-61   | セメント、金属、プラスティック、皮革、木、43.2 x 44.3 x 20.3 cm（ストックホルム近代美術館蔵、ポントゥス・フルテンによる寄贈）                                                                                 |
| 《無題（玩具のモルモット）》                                               | Sans titre (Toy pig)                                                                | 1961      | 油絵具、石膏、木板、玩具、モルモット、木、角、蓋、砂利（合板）32 x 34.5 cm（ニース近現代美術館蔵） |
| 《トロ・ド・フエゴ》                                                       | Toro de Fuego                                                                       | 1961      | 張り子、石膏、花火（ティンゲリーとの共同制作、サルバドール・ダリへのオマージュ、フィゲラス、スペイン - 爆発する作品、現存しない）                                                                             |
| 《聖セバスティアヌス（私の恋人の肖像 / 最愛の人の肖像 / 必然的な殉教者）》 | Saint Sébastien (Portrait of My Lover / Portrait of My Beloved / Martyr nécessaire) | 1961      | 絵具、木、様々なオブジェ（木板）100 x 74 x 15 cm（シュプレンゲル美術館蔵、作者による寄贈） |
| 《遠距離発砲 - 第2回射撃セッション》                                       | Long Shot - Second shooting session                                                 | 1961      | 絵具、石膏（合板）145 x 30 cm、パリ15区アンパス・ロンサンにて1961年2月26日制作（ニース近現代美術館蔵、作者による寄贈）                                                                                        |
| 《射撃絵画 アメリカ大使館》                                                | Shooting Painting American Embassy                                                  | 1961      | 絵具、石膏、靴、糸、金属製の座席、斧、ピストル、玩具、金網、ボール、その他様々なオブジェ（木板）244.8 x 65.7 x 21.9 cm（ニューヨーク近代美術館蔵、Niki Charitable Art Foundationによる寄贈）                  |
| 《ジャスパー・ジョーンズの射撃》                                           | Tir de Jasper Johns                                                                 | 1961      | 石膏、木、金属、セメント、新聞、ガラス、絵具、119.5 x 59 x 26 cm （ストックホルム近代美術館蔵、ポントゥス・フルテンによる寄贈）                                                                               |
| 《棒上へ射撃 - 第2回射撃セッション》                                       | Tir sur tige - Second Shooting Session                                              | 1961      | 絵具を入れたビニール袋を台座に取り付けた金属棒に固定、55 x 30 x 13 cm、アンパス・ロンサンにて制作（シュプレンゲル美術館蔵、作者による寄贈）                                                                   |
| 《大射撃 - ストックホルム・セッション》                                    | Grand Tir - Séance Stockholm                                                        | 1961      | 絵具、石膏、プラスティック、ロープ、金属、258 x 155 cm（ストックホルム近代美術館蔵、作者による寄贈） |
| 《スウェーデンTV向け射撃 - スウェーデンTVセッション》                      | Tir pour la TV suédoise - séance TV                                                 | 1961      | 絵具、石膏、金網（木板）195 x 159 x 10 cm、5月14日（Yoko増田静江コレクション） |
| 《思う存分撃つ》                                                           | Tir à volonté                                                                       | 1961      | 絵具、様々なオブジェ（合板）223 x 93 cm、ニースの植物園にて7月13日・14日（個人蔵） |
| 《大射撃 - J画廊セッション》                                               | Grand Tir - Séance Galerie J                                                        | 1961      | 絵具、石膏、様々なオブジェ（合板）143 x 77 x 7 cm（個人蔵、Galerie G.-P. et N. Vallois） |
| 《カービン（騎銃）による射撃 - J画廊セッション》                           | Tir à la carabine - Séance galerie J                                                | 1961      | 絵具、石膏、様々なオブジェ（合板）175 x 80 cm（ポンピドゥー・センター内国立近代美術館蔵） |
| 《巨匠 - J画廊セッション》（射撃）                                         | Old Master - Séance galerie J                                                       | 1961      | 絵具、石膏、金網（古い額縁）94 x 81 x 11.5 cm（シュプレンゲル美術館蔵、作者による寄贈） |
| 《巨匠》（射撃）                                                           | Old Master                                                                          | 1961      | 絵具、石膏、金網（木板に古い額縁）73 x 62 x 15 cm（ニース近現代美術館蔵、作者による寄贈） |
| 《サンダル射撃》                                                           | Tir au soulier                                                                      | 1961      | 絵具、石膏、様々なオブジェ（木板に古い額縁）76 x 67 x 20 cm（ニース近現代美術館蔵、作者による寄贈） |
| 《射撃》                                                                   | Tir                                                                                 | 1961      | 絵具、石膏、金属、様々なオブジェ（合板）175 x 80 cm、60-80 kg（ポンピドゥー・センター内国立近代美術館蔵） |
| 《緑の空》                                                                 | Green Sky                                                                           | 1961      | 絵具、石膏、様々なオブジェ（銃、櫛、鏡、サスペンダー、幼児用の靴ほか）（メゾナイト板）46.5 x 42 x 5 cm（Ahlers Collection）                                                                                   |
| 《赤い大聖堂》（射撃）                                                     | La Cathédrale rouge                                                                 | 1962      | 絵具、石膏、金属、様々なオブジェ（木板）73 x 62 x 15 cm（ニース近現代美術館蔵、作者による寄贈） |
| 《ニューヨーク上空のピロダクティル》（射撃）                               | Pirodactyl Over New York                                                            | 1962      | 絵具、石膏、様々なオブジェ（木板2枚）250 x 310 x 30 cm（グッゲンハイム・アブ・ダビ蔵） |
| 《ボストン建設》（射撃）                                                   | The Construction of Boston                                                          | 1962      | ミロのヴィーナスのレプリカ（石膏）の内部に赤と黒の絵具を入れた袋、金属の支柱、193 x 63.5 x 63.5 cm（個人蔵）                                                                                                  |
| 《幼な子の祭壇》                                                           | L’Autel des innocents                                                               | 1962      | 絵具、石膏、様々なオブジェ（合板）100 x 70 x 15 cm（Niki Charitable Art Foundation、Galerie G.-P. et N. Vallois）                                                                                             |
| 《モノクロの祭壇》（射撃）                                                 | Autel noir et blanc                                                                 | 1962      | 絵具、石膏、様々なオブジェ、フクロウの剥製（木板3枚）250 x 206 x 35 cm（Niki Charitable Art Foundation、Galerie G.-P. et N. Vallois）                                                                         |
| 《秘密軍事組織 (OAS) の祭壇》                                              | Autel O.A.S                                                                         | 1962      | 金の絵具、剥製、様々なオブジェ（木板）222 x 240 x 41 cm（個人蔵） |
| 《私のサンダル》                                                           | Mes souliers                                                                        | 1962      | 絵具、様々なオブジェ（木板）83 x 38 cm |
| 《モンスターの心臓》                                                       | Cœur de monstre                                                                     | 1962      | 絵具、石膏、様々なオブジェ（木、金網）（木板）130 x 195 x 25 cm（Yoko増田静江コレクション） |
| 《死んだ猫の祭壇》                                                         | Autel du chat mort                                                                  | 1962      | 絵具、石膏、様々なオブジェ（木板）256 x 250 x 79 cm（ギャラリー・オブ・モダンアート蔵、グラスゴー、スコットランド、作者による寄贈）                                                                           |
| 《赤い魔女》                                                               | La Sorcière rouge                                                                   | 1962      | 絵具、金網、様々なオブジェのアサンブラージュ（木板）198 x 125 x 25 cm（Yoko増田静江コレクション） |
| 《ケネディ-フルシチョフ》                                                  | Kennedy-Khrouchtchev                                                                | 1962      | 絵具、金網、様々なオブジェ（木板）202 x 122.5 x 40 cm（シュプレンゲル美術館蔵、作者による寄贈） |
| 《キングコング》（射撃）                                                   | King Kong                                                                           | 1963      | 絵具、様々なオブジェ（木板5枚）276 x 611 x 47 cm（ストックホルム近代美術館蔵、作者による寄贈） |
| 《国家元首（キングコング習作）》                                           | Heads of State (Study for King Kong)                                                | 1963      | 絵具、デスマスク（木板）122.5 x 198 x 21 cm（シュプレンゲル美術館蔵、作者による寄贈） |
| 《オートバイ心臓（キングコング習作）》                                     | Motorcycle Heart (study for King Kong)                                              | 1963      | 絵具、石膏、プラスティック、様々なオブジェ（木板）198 x 122 x 23 cm（個人蔵、Galerie G.-P. et N. Vallois） |
| 《奇妙な死者またはガンブリヌス》（射撃）                                   | Drôle de mort ou Gambrinus                                                          | 1963      | 絵具、石膏、金網、様々なオブジェ（木板）182 x 120 x 27 cm（ニース近現代美術館蔵） |
| 《黒い未亡人の蜘蛛》                                                       | Black Widow Spider                                                                  | 1963      | 絵具、様々なオブジェのアサンブラージュ（木板）45 x 43,5 x 9 cm（個人蔵、Galerie Samantha Sellem、Galerie G.-P. et N. Vallois）                                                                                |
| 《花嫁、またはエヴァ・マリア》                                             | La Mariée ou Eva Maria                                                              | 1963      | 金網、石膏、糊付けしたレース、様々な玩具、222 x 200 x 100 cm（ポンピドゥー・センター内国立近代美術館蔵） |
| 《モンスター・ウーマン》                                                   | Monster Woman                                                                       | 1963      | ウール、様々なオブジェ、金網（金属棒、金属製の台座）65 x 52 x 16 cm（マリン・カルミッツ・コレクション） |
| 《白い女神 / ブルネットの女》                                              | The White Goddess / La Femme brune                                                  | 1963      | 絵具、石膏、ウール、玩具、様々なオブジェ（金網、木板）178 x 110 x 38 cm（Collection Renault） |
| 《白いグレムリン》                                                         | White Gremlin                                                                       | 1963-64   | 様々なオブジェ、繊維（金網）80 x 50 x 50 cm（ニース近現代美術館蔵、作者による寄贈） |
| 《樹下の花嫁》                                                             | La Mariée sous l'arbre                                                              | 1964      | 繊維、絵具、玩具、様々なオブジェ（針金で骨組み）228 x 200 x 240 cm（ニース近現代美術館蔵、ボードワン国王財団（ベルギー）の文化遺産基金を受けて作者から購入）                                                  |
| 《妊婦クラリス・リヴァースの肖像》                                         | Portrait de Clarice Rivers enceinte                                                 | 1964      | （顔と輪郭は夫ラリー・リヴァースによる素描）コラージュ、色鉛筆、水彩、フェルトペン（紙）157 x 112 cm（Collection David et Isabelle Lévy、ブリュッセル）                                                       |
| 《白い出産またはゲア》                                                     | Accouchement blanc ou Ghea                                                          | 1964      | 絵具、玩具、様々なオブジェ、金網（木板）180 x 110 x 40 cm（個人蔵） |
| 《薔薇色の出産》                                                           | Accouchement rose                                                                   | 1964      | 絵具、玩具、様々なオブジェ、金網（木板）219 x 152 x 40 cm（ストックホルム近代美術館蔵、作者による寄贈） |
| 《薔薇色の心臓》                                                           | Cœur rose                                                                           | 1964      | 絵具、木、様々なオブジェ、65 x 80 x 13 cm |
| 《馬と花嫁》                                                               | Cheval et la mariée                                                                 | 1964      | 繊維、玩具、様々なオブジェ、235 x 300 x 120 cm（シュプレンゲル美術館蔵） |
| 《花嫁》                                                                   | La Mariée                                                                           | 1964      | 絵具、様々なオブジェ（繊維、造花、麻、金網ほか）（木板）180 x 110 x 35 cm（個人蔵） |
| 《エヴァ・エプリの肖像》                                                   | Portrait of Eva Aeppli                                                              | 1964      | 木、金網、様々なオブジェ（木板）128 x 120 x 30 cm（Yoko増田静江コレクション） |
| 《レトまたは磔刑》                                                         | Leto ou La Crucifixion                                                              | 1965      | 彩色ポリエステルに様々なオブジェのアサンブラージュ、236 x 147 x 61.5 cm（ポンピドゥー・センター内国立近代美術館蔵）                                                                                           |
| 《サミュエラII世》                                                         | Samuela II                                                                          | 1965      | 張り子、絵具、繊維（針金で骨組み）152.4 x 96.5 x 76.2 cm（オルブライト＝ノックス美術館蔵、ニューヨーク州バッファロー）                                                                                        |
| 《ベネディクト》                                                           | Bénédicte                                                                           | 1965      | ウール、繊維、金網、80 x 104 x 87 cm（個人蔵） |
| 《座るナナ》                                                               | Nana assise                                                                         | 1965      | ウール、パピエ・コレ、ポリエステル樹脂、金網、100 x 140 x 140 cm（個人蔵） |
| 《リリーまたはトニー》                                                     | Lili ou Tony                                                                        | 1965      | 絵具、繊維、パピエ・コレ、ポリエステル樹脂、金網、206 x 130 x 130 cm（Collection Georges-Phillipe & Nathalie Vallois）                                                                                        |
| 《エリザベス》                                                             | Elisabeth                                                                           | 1965      | ポリエステル樹脂（金属の骨組み）230 x 90 x 146 cm（ストラスブール近現代美術館蔵） |
| 《花嫁（またはミス・ハヴィシャムの夢、またはあなたが誰かを愛したら）》     | The Bride (or Miss Havisham's dream or When you love somebody)                      | 1965      | 金網、繊維、ウール、ポリエステル、絵具、200 x 200 x 82 cm（Niki Charitable Art Foundation、Galerie G.-P. et N. Vallois）                                                                                      |
| 《ブラック・ロージーまたは私の心はロージーのもの》                         | Black Rosy ou My heart belongs to Rosy                                              | 1965      | 繊維、ウール、絵具、金網、225 x 150 x 85 cm |
| 《ブルースを歌う女性》                                                     | Lady Sings the Blues                                                                | 1965      | 金網、繊維、ウール、ポリエステル、絵具、234 x 142.5 x 71.5 cm（Galerie G.-P. et N. Vallois） |
| 《逆立ちする黒いナナ》                                                     | Nana noire upside down                                                              | 1965-66   | 金網に絵具、ウール、繊維、135 x 105 x 108 cm（ニース近現代美術館蔵、作家による寄贈） |
| 《グウィン》                                                               | Gwyn                                                                                | 1965-66   | ウール、繊維、金網、75 x 92 x 75 cm（Yoko増田静江コレクション） |
| 《黒いヴィーナス》                                                         | Black Venus                                                                         | 1965-67   | セメントの台座に彩色ポリエステル、280 x 86 x 61 cm（ホイットニー美術館蔵、ニューヨーク） |
| 《ナナ-家》                                                                | Nana maison II (Nana-Haus II)                                                       | 1966-87   | 彩色ポリエステル、375 x 400 x 300 cm（シュプレンゲル美術館蔵、作家による寄贈） |
| 《再びクラリス》（ナナ）                                                   | Clarice again                                                                       | 1966-67   | 彩色ポリエステル、190 x 140 x 125 cm（個人蔵） |
| 《グウェンドリン》（ナナ）                                                 | Gwendolyn                                                                           | 1966-90   | セメントの台座に彩色ポリエステル、252 x 200 x 125 cm（シュプレンゲル美術館蔵 / ティンゲリー美術館蔵、バーゼル / Yoko増田静江コレクション）                                                                    |
| 《ホン（彼女）》（ナナ）                                                   | Hon                                                                                 | 1966      | 6.1 x 26.7 x 9.15 cm、6トン、ジャン・ティンゲリー、パー・オロフ・ウルトヴェット協力（ストックホルム近代美術館、企画展終了後、解体）                                                                           |
| 《両脚を上げたナナ》                                                       | Nana jambes en l'air                                                                | 1966      | 彩色ポリエステル、190 x 135 x 90 cm（ニース近現代美術館蔵、作家による寄贈） |
| 《片脚を上げたナナ》                                                       | Nana jambe en l'air                                                                 | 1966      | 彩色ポリエステル、190 x 135 x 90 cm（個人蔵） |
| 《踊るナナ、アンナ》                                                       | Dancing nana, Anna                                                                  | 1966      | 彩色パピエ・コレ、金網（ジャン・ティンゲリーによる台座）高さ123 cm（個人蔵） |
| 《ソワジーのモンスター》                                                   | Le Monstre de Soisy                                                                 | 1966      | 金属の台座に石膏、絵具、様々なオブジェ、180 x 163 x 253 cm、重さ283 kg（ポンピドゥー・センター内国立近代美術館蔵、ポントゥス・フルテンによる寄贈）                                                            |
| 《ドロレス》（黒いナナ）                                                   | Dolorès                                                                             | 1966-95   | 金網に彩色ポリエステル、高さ550 cm（シュプレンゲル美術館蔵、作家による寄贈） |
| 《泉＝ナナ》                                                               | La Fontaine Nana                                                                    | 1967      | パリ10区の彫刻庭園（廃園） |
| 《逆立ちするナナ》                                                         | Upside-down Nana                                                                    | 1967      | ポリエステル、ラッカー塗料、鉄の台座、188 x 128 x 95 cm（Yoko増田静江コレクション） |
| 《パラディ・ファンタスティック（幻想的な楽園）》                           | Le Paradis fantastique                                                              | 1967-71   | ティンゲリーとの共同制作による彫刻作品群（ストックホルム近代美術館近く） |
| 《踊る黒いナナ（大きな黒人ダンサー）》                                     | Nana danseuse noire (Grande danseuse négresse)                                      | 1968      | 金属の台座に彩色ポリエステル、230 x 150 x 60 cm（個人蔵、ベルギー） |
| 《鳥の夢》                                                                 | Le Rêve de l'oiseau                                                                 | 1968-71   | 《ナナ-家》、《大きなクラリス》（700 cm）、《魔女》を含む彫刻群（ル・プラン＝ド＝ラ＝トゥール（南仏プロヴァンス＝アルプ＝コート・ダジュール地域圏ヴァール県）の森）                                           |
| 《ご婦人、または黒いバックを持った青いナナ》                               | Madame ou Nana verte au sac noir                                                    | 1968      | 彩色ポリエステル250 x 160 x50 cm（Niki Charitable Art Foundation、Galerie G.-P. et N. Vallois） |
| 《親愛なるダイアナ》                                                       | Dear Diana                                                                          | 1970      | フェルトペン、鉛筆、ボールペン、チョーク、色鉛筆、56.3 x 76.2 cm（薄手のボール紙）（ポンピドゥー・センター内国立近代美術館蔵、作者による寄贈）                                                                |
| 《親愛なるダイアナ2》                                                      | Dear Diana 2                                                                        | 1970      | シルクスクリーン（紙）56.2 x 75.5 cm（ポンピドゥー・センター内国立近代美術館蔵、作者による寄贈） |
| 《ナナ・パワー》                                                           | Nana Power                                                                          | 1970      | シルクスクリーン・シリーズ（上質紙）76 x 56 cm（シュプレンゲル美術館蔵、作家による寄贈） |
| 《ダイアナの夢》                                                           | Le Rêve de Diane                                                                    | 1970      | 彩色ポリエステル、280 x 600 x 350 cm（Niki Charitable Art Foundation） |
| 《むさぼり食う母親たち》                                                   | The Devouring Mothers                                                               | 1970      | 彩色ポリエステル、《白い服の女性》90 x 60 x 60 cm、《黄色い服の女性》84 x 78 x 70 cm、《テーブル》22 x 55 x 40 cm（ストックホルム近代美術館蔵）                                                               |
| 《ビッグ・ヘッド》                                                         | Grande tête (Big Head)                                                              | 1970      | ポリエステル、ラッカー塗料、245 x 223 x 100 cm（Yoko増田静江コレクション） |
| 《ママン》（お母さん）                                                     | Maman                                                                               | 1971      | 鉛筆、フェルトペン（紙）46 x 55 cm（ポンピドゥー・センター内国立近代美術館蔵、作者による寄贈） |
| 《アンジェリーナ宅でお茶》                                                 | Le Thé chez Angelina                                                                | 1971      | 彩色ポリエステル、《赤い服の女性》170 x 180 x 110 cm、《緑の服の女性》190 x 120 x 100 cm、《テーブル》127 x 127 cm（MUMOK（ルートヴィヒ財団近代美術館）蔵、ウィーン、オーストリア）                           |
| 《日曜の散歩》                                                             | La promenade du dimanche                                                            | 1971      | 彩色ポリエステル、185 x 215 x 200 cm（Niki Charitable Art Foundation） |
| 《父の葬儀》                                                               | Les Funérailles du père                                                             | 1971      | 彩色ポリエステル、《女性》227 x 185 x 100 cm、《棺桶》130 x 220 x 68 cm、《十字架》245 x 140 x 40 cm（シュプレンゲル美術館蔵、作家による寄贈）                                                                |
| 《涙、ペンダント》                                                         | Tears, pendentif                                                                    | 1971-80   | 大理石、ダイヤモンド、6 x 7.5 cm（個人蔵） |
| 《アサンブラージュ、ネックレス》                                           | Assemblage, collier                                                                 | 1971-80   | 金、エナメル、27 x 13 cm（個人蔵） |
| 《家長の死》                                                               | La Mort du patriarche                                                               | 1972      | 絵具、様々なオブジェ（木板）251 x 160 x 40 cm（シュプレンゲル美術館蔵） |
| 《むさぼり食う母親たち》                                                   | The Devouring Mothers                                                               | 1972      | アーティストブック、165 x 140 cm、48ページ（Gimpel Fils、ミラノ） |
| 《ゴーレム》                                                               | Le Golem                                                                            | 1972      | 9 x 14 x 16 m（ラビノビッチ公園、エルサレム） |
| 《クノックのドラゴン》                                                     | Le Dragon de Knokke                                                                 | 1972      | 7 x 34.4 m（内部にキース・ヘリングによるフレスコ画） |
| 《ダディー》                                                               | Daddy                                                                               | 1973      | 映画監督ピーター・ホワイトヘッドとの共同制作による映画（35分）（ポンピドゥー・センター内国立近代美術館蔵） |
| 《ナナ、ペンダント》                                                       | Nana, pendentif                                                                     | 1973      | 金、エナメル、11 x 7 cm（個人蔵） |
| 《牧草地の盲者》                                                           | L'Aveugle dans la prairie                                                           | 1974      | 彩色ポリエステル、ビニール、金属の骨組みに金網、《新聞を読む男》120 x 118 x 117 cm、《牛》184 x 307 x 107 cm（ポンピドゥー・センター内国立近代美術館蔵）                                                      |
| 《ナナ》                                                                   | Les Nanas                                                                           | 1974      | 3体の《ナナ》：《ゾフィー》、《シャルロッテ》、《カロライン》（ハノーファー、ドイツ） |
| 《皿＝泉（ナナ＝泉）》                                                     | Assiette-fontaine (ou Nana-fontaine)                                                | 1974      | 陶器31.5 x 32 cm（Royal Goedewaagen） |
| 《崩れる塔（タロットの塔）》                                               | The Falling Tower (La Tour des Tarots)                                              | 1974      | 彩色ポリエステル、88 x 106 x 167 cm（シュプレンゲル美術館蔵、作家による寄贈） |
| 《恋する鳥》                                                               | L’oiseau amoureux                                                                   | 1974      | ポリエステル、彩色ビニール、色鉛筆、オイルパステル、金箔、44 x 40 x 18 cm（Yoko増田静江コレクション） |
| 《理想宮》                                                                 | Temple idéal                                                                        | 1974-88   | ポリエステル、鏡の破片のモザイク、絵具、金箔、68 x 50 x 63 cm（シュプレンゲル美術館蔵、作家による寄贈） |
| 《4人のナナの泉》                                                          | Fontaine aux quatre Nanas                                                           | 1974-91   | 彩色ポリエステル、225 x 225 x 55 cm（個人蔵） |
| 《夜より長い夢》                                                           | Un rêve plus long que la nuit                                                       | 1975      | 彫刻家ティンゲリー、スペーリ、作家レジーヌ・デフォルジュ、女優の娘ローラ・デューク・コンドミナスらの協力を得てニキが制作した映画（90分）。                                                                    |
| 《ウォール街》                                                             | Wall street                                                                         | 1975      | 彩色ポリエステル、90 x 45 x 39 cm（ニース近現代美術館蔵、作者による寄贈） |
| 《親愛なるフランツ》                                                       | Dear Franz                                                                          | 1975      | ポールペン、フェルトペン、水彩、デカルコマニー、ステッカー（紙）21.6 x 27.9 cm（ティンゲリー美術館、バーゼル）- 同様の絵手紙を多数制作。                                                                      |
| 《黄色い蛇、ブローチ》                                                     | Serpent jaune, broche                                                               | 1977      | 金、エナメル、ダイヤモンド、トルコ石、9.5 x 3.5 cm（Collection Clo Fleiss） |
| 《礼拝堂》                                                                 | Chapelle                                                                            | 1975      | ポリエステル、彩色ビニール、色鉛筆、オイルパステル、34 x 63 x 27 cm（Yoko増田静江コレクション） |
| 《化粧》                                                                   | La Toilette                                                                         | 1978      | 彩色パピエ・コレ、様々なオブジェ、《女性》160 x 150 x 100 cm、《テーブル》126 x 92 x 80 cm（ニース近現代美術館蔵、作者による寄贈）                                                                            |
| 《瞑想の家》                                                               | House of Meditation                                                                 | 1978      | 彩色ポリエステル、68 x 44 x 50 cm（シュプレンゲル美術館蔵、作家による寄贈） |
| 《脳の上のTV》                                                             | TV on the Brain                                                                     | 1978      | ポリエステル、彩色ビニール、色鉛筆、オイルパステル、金の塗料、222 x 161 x 130 cm（Yoko増田静江コレクション）                                                                                                  |
| 《週末の家》                                                               | Weekend House                                                                       | 1978-79   | 彩色ポリエステル、49.5 x 85.7 x 61 cm（個人蔵） |
| 《涙 I》                                                                   | Tears I                                                                             | 1979      | 彩色ポリエステル、色鉛筆、40 x 38 x 8 cm（個人蔵） |
| 《おしゃべりの流れ》                                                       | Le Fil du discours                                                                  | 1980      | 彩色ポリエステル、金属、電球、128 x 50 x 34 cm（装飾芸術美術館蔵、パリ） |
| 《たっぷり召し上がれ》                                                     | Bon appétit                                                                         | 1980      | 彩色ポリエステル |
| 《香水瓶》                                                                 | Flacon de parfum                                                                    | 1982      | ガラス、プラスティック（絡み合う2匹の蛇のモチーフ）35 x 12 x 12 cm（Niki Charitable Art Foundation） |
| 《手》                                                                     | Hand                                                                                | 1982      | ポリエステル、彩色ビニール、色鉛筆、オイルパステル、80 x 40 x 30 cm（Yoko増田静江コレクション） |
| 《心理＝肖像》                                                             | Psycho-Portrait                                                                     | 1982      | 石膏、プラスティック、彩色ビニール、針金、100 x 40 x 50 cm（Yoko増田静江コレクション） |
| 《ストラヴィンスキーの泉》                                                 | Fontaine Stravinsky                                                                 | 1983      | ティンゲリーとの共同制作による彫刻作品群（ポンピドゥー・センター隣のイーゴリ・ストラヴィンスキー広場） |
| 《太陽神》                                                                 | Sun God                                                                             | 1983      | セメントの台座にガラス繊維、10.5 x 4.5 x 3 m（カリフォルニア大学サンディエゴ校） |
| 《青い女》                                                                 | Femme bleue                                                                         | 1984      | 彩色ポリエステル、金属、電球、221 x 150 x 31 cm（個人蔵） |
| 《節制》                                                                   | La Tempérance                                                                       | 1985      | 彩色ポリエステル、金箔、72 x 53 x 23 cm（シュプレンゲル美術館蔵、作家による寄贈）- 《タロット・ガーデン》の同名の作品の模型。                                                                                 |
| 《月》                                                                     | La Lune                                                                             | 1985      | 彩色ポリエステル、69 x 31 x 23 cm（シュプレンゲル美術館蔵、作家による寄贈）- 《タロット・ガーデン》の同名の作品のミニチュア（以下、ミニチュアは複数の個人・団体が所蔵）。                                     |
| 《悪魔》                                                                   | Le Diable                                                                           | 1985      | 彩色ポリエステル、台座、58 x 50 x 23 cm（ニース近現代美術館蔵、作家による寄贈）- 《タロット・ガーデン》の同名の作品のミニチュア。                                                                             |
| 《ペスト》（アサンブラージュ）                                             | La Peste                                                                            | 1986      | 彩色ポリエステル、様々なオブジェ（人形、頭蓋骨）、113 x 185 x 30 cm（個人蔵）- エイズ防止運動の一環として。                                                                                                   |
| 《力》                                                                     | La Force                                                                            | 1987      | 彩色ポリエステル、36 x 52 cm（個人蔵、Galerie G.-P. et N. Vallois）- 《タロット・ガーデン》の同名の作品のミニチュア。                                                                                         |
| 《シャトー＝シノンの泉》                                                   | Fontaine de Château-Chinon                                                          | 1987      | ティンゲリーとの共同制作による彫刻作品群（シャトー＝シノン、ニエーヴル県、フランス）- フランソワ・ミッテラン大統領からの依頼。                                                                                |
| 《オベリスク三部作》                                                       | Trilogie des obélisques                                                             | 1987      | 木と砂で造形、多層ポリエステル、ポリウレタン塗料・釉薬、167 x 145 x 135 cm（ニース近現代美術館蔵） |
| 《蛇の泉》                                                                 | Fontaine de serpents                                                                | 1987      | 彩色ポリエステル |
| 《涙 II》                                                                  | Tears II                                                                            | 1988      | 鏡の破片のモザイク、セラミックス、絵具、素描、69 x 105 cm（個人蔵） |
| 《大オベリスク》                                                           | Grand obélisque                                                                     | 1989      | ガラスと鏡の破片のモザイク、セラミックス、金箔、197 x 60 x 93 cm（シュプレンゲル美術館蔵、作家による寄贈） |
| 《絡み合った蛇、ブローチ・ペンダント》                                     | Double serpent, broche pendentif                                                    | 1989      | 金、エナメル、ルビー、エメラルド（Collection Clo Fleiss） |
| 《正義》                                                                   | La Justice                                                                          | 1990      | 彩色ポリエステル、金、38 x 33 x 23 cm（Niki Charitable Art Foundation）- 《タロット・ガーデン》の同名の作品のミニチュア。                                                                                     |
| 《世界》                                                                   | Le Monde                                                                            | 1990      | 彩色ポリエステル、66 x 44 x 50 cm（個人蔵）- 《タロット・ガーデン》の同名の作品のミニチュア。 |
| 《スフィンクス（女帝）》                                                   | Le Sphinx (L’Impératrice)                                                           | 1990      | ポリエステル、彩色ビニール、金箔、24 x 27 x 43 cm（Yoko増田静江コレクション） |
| 《頭蓋骨（瞑想屋）》                                                       | Skull (Meditation room)                                                             | 1990      | 発泡ポリウレタン、鋼の骨組み、ガラスと鏡の破片のモザイク、セラミックス、金箔、230 x 310 x 210 cm（シュプレンゲル美術館蔵、作家による寄贈）                                                                    |
| 《アーチの上の大きな火の鳥》                                               | Le Grand oiseau de feu sur l'Arche                                                  | 1991      | ポリエステルにガラスの破片のモザイク、鉄の骨組み、高さ約18 m、重さ約650 kg（ベヒトラー近代美術館蔵、ノースカロライナ州シャーロット）                                                                          |
| 《ナナと蛇》                                                               | Nana and Serpent                                                                    | 1992      | 大理石に彩色、64.8 x 41.3 x 33 cm |
| 《角張ったランプ》                                                         | Lampe angulaire                                                                     | 1992      | 多層ポリエステル、金属、絵具、電球、198 x 124 x 50 cm（Niki Charitable Art Foundation） |
| 《蛇の木＝泉》                                                             | Arbre serpents-fontaine                                                             | 1992      | ポリエステル、ポリウレタン塗料、釉薬、金箔、260 x 310 x 220 cm（個人蔵） |
| 《ナナ＝風船》                                                             | Nana-ballon                                                                         | 1992      | ビニール（黒い身体にピンクのハートが描かれた水着）51 x 43 cm（Niki Charitable Art Foundation） |
| 《メタ・ティンゲリー》                                                     | Méta-Tinguely                                                                       | 1992      | 絵具、木、金属、185 x 123 x 21 cm（ニース近現代美術館蔵、作家による寄贈） |
| 《サッカー選手》                                                           | Les Footballeurs                                                                    | 1993      | ガラス繊維、ポリウレタン塗料（オリンピック・ミュージアム蔵、ローザンヌ、スイス） |
| 《ナナ＝風船》                                                             | Nana-ballon                                                                         | 1993      | ビニール（青い身体に朱色と白の縞の水着）47 cm（Niki Charitable Art Foundation） |
| 《ノアの方舟》                                                             | L'Arche de Noé                                                                      | 1994      | 23の彫刻群（エルサレム聖書動物園） |
| 《ボレゴ砂漠の宝物》                                                       | The Treasure of the Borrego Desert                                                  | 1994      | 絵具、合成樹脂、金箔、木、ガラス、金属、銅、プラスティック、モーター、電子部品（木板）191 x 256 x 24 cm（Niki Charitable Art Foundation）                                                                     |
| 《カリフォルニア日記》                                                     | Californian Diary                                                                   | 1994      | シルクスクリーン作品集、各80 x 120 cm（Niki Charitable Art Foundation） |
| 《三美神》                                                                 | Les Trois Grâces                                                                    | 1995-2003 | ポリエステル、鏡の破片のモザイク、《銀色の像》290 x 125 x 95 cm、《黒い像》250 x 160 x 90 cm、《白い像》290 x 120 x 90 cm（Niki Charitable Art Foundation）                                                   |
| 《踊るナナ（ルージュ・ドリアン＝ブルーム》                                 | Nana danseuse (Rouge d'Orient-Bloum),                                               | 1995      | ポリエステル、6.2 x 4.9 x 4.2 m（Galerie Mitterrand、パリ） |
| 《スフィンクス》                                                           | Sphinx                                                                              | 1995      | 石版画、36.4 x 47.2 cm（Niki Charitable Art Foundation） |
| 《旅》                                                                     | Le Voyage                                                                           | 1996      | グワッシュ（絵具）による彩色版画、35.6 x 31.9 cm（Niki Charitable Art Foundation） |
| 《ヒラ、モンスターの家》                                                   | Gila, maison monstre                                                                | 1996      | 5 x 9 m（夫ジェイ・プリツカーとともにプリツカー賞を創設したシンディー・プリツカーからの依頼。「ヒラ」はアメリカドクトカゲの別名「ヒラモンスター」に因む。ランチョサンタフェ、カリフォルニア州サンディエゴ郡） |
| 《ナナ＝風船》                                                             | Nana-ballon                                                                         | 1996      | ビニール（ピンクの身体に緑と白の縞の水着）51 x 43 cm（Niki Charitable Art Foundation） |
| 《守護天使》                                                               | L'Ange protecteur                                                                   | 1998      | 高さ約10 m。スイス連邦鉄道からの依頼。チューリッヒ中央駅の天井から吊るされている。 |
| 《サイケデリックなブレインドリーム》                                       | Psychodelic Braindream                                                              | 1998      | グワッシュ（絵具）による彩色版画、35.6 x 30.5 cm （Niki Charitable Art Foundation） |
| 《タロット・ガーデン》                                                     | Tarot Garden (Giardino dei Tarocchi)                                                | 1998      | トスカーナ（イタリア）の彫刻庭園。1978年造園開始、1998年5月15日開館。《魔術師》、《女教皇》、《女帝》、《正義》など。                                                                                         |
| 《ブラック・ヒーロー》                                                     | Black Heroes                                                                        | 1998      | マイルス・デイヴィス、ルイ・アームストロングなどアフリカ系アフリカ人の彫像。 |
| 《アイ・コンタクト》                                                       | Eye contact                                                                         | 1999      | グワッシュ（絵具）による彩色版画、35.2 x 30.2 cm（Niki Charitable Art Foundation） |
| 《翼を広げたフクロウの椅子》                                               | Winged Owl Chair                                                                    | 1999      | ステンドグラス、成形ガラス、ムラーノ産ガラス、鏡、チーク材、176 x 132 x 84 cm（Yoko増田静江コレクション） |
| 《恋人たち》                                                               | The Lovers                                                                          | 1999      | グワッシュ（絵具）による彩色版画、48.4 x 40.6 cm（Niki Charitable Art Foundation） |
| 《女王》                                                                   | La Reine                                                                            | 1999      | グワッシュ（絵具）による彩色版画、35.4 x 30.5 cm（Niki Charitable Art Foundation） |
| 《仏陀》                                                                   | Buddha                                                                              | 1999      | 天然石、彩色ガラス、セラミックス、繊維強化プラスティック、鋼、317.5 x 218.4 x 172.7 cm（Yoko増田静江コレクション）                                                                                            |
| 《蛇女》                                                                   | Snake Lady                                                                          | 2000      | グワッシュ（絵具）による彩色版画、35.3 x 30.6 cm（Niki Charitable Art Foundation） |
| 《ラ・カベッサ》                                                           | La Cabeza                                                                           | 2000      | 頭蓋骨をかたどったモニュメント。発泡ポリウレタン、鋼と樹脂の骨組み、鏡とガラスの破片、様々な砂利・小石、貝殻、3.27 x 4.22 x 3.66 m（Niki Charitable Art Foundation）                                          |
| 《キングフィッシャー（カワセミ）のトーテム》                               | Kingfisher Totem                                                                    | 2000      | ポリウレタン、樹脂、金属の台座と骨組み、アワビの貝殻、石、彩色鏡の破片、307.3 x 137.2 x 127 cm（Niki Charitable Art Foundation）                                                                              |
| 《鳥の頭のトーテム》                                                       | Bird Head Totem                                                                     | 2000      | ポリウレタン、樹脂、金属の台座と骨組み、アワビの貝殻、石、彩色鏡の破片、356 x 208 x 140 cm（Niki Charitable Art Foundation）                                                                                  |
| 《猫の頭のトーテム》                                                       | Cat Head Totem                                                                      | 2000      | ポリウレタン、樹脂、金属の台座と骨組み、アワビの貝殻、石、彩色鏡の破片、335 x 213 x 140 cm（Niki Charitable Art Foundation）                                                                                  |
| ヘレンハウゼン王宮庭園のグロッテ（洞窟）                                   | Grotte (Herrenhäuser Gärten)                                                        | 2001-03   | 修復・再設計。彫刻、ガラスと鏡の破片のモザイク（ハノーファー、ドイツ） |
| 《団結》                                                                   | Coming together                                                                     | 2001      | 鉄とセメントの造形にモザイクと小石を接着、11-12 m（サンディエゴ、カリフォルニア州） |
| 《ジョージ・W・ブッシュ》                                                  | George W. Bush                                                                      | 2001      | 石版画、ステッカー、57 x 62 cm（Niki Charitable Art Foundation） |
| 《銃》                                                                     | Guns                                                                                | 2001      | 石版画、ステッカー、57 x 62 cm（Niki Charitable Art Foundation） |
| 《人工妊娠中絶 - 選択の自由》                                              | Abortion - Freedom of Choice                                                        | 2001      | 石版画、ステッカー、57 x 62 cm（Niki Charitable Art Foundation） |
| 《地球温暖化》                                                             | Global Warming                                                                      | 2001      | 石版画、ステッカー、57 x 62 cm（Niki Charitable Art Foundation） |
| 《カリフィア女王の魔法の輪》                                               | Queen Califia's Magical Circle                                                      | 2001-03   | 彫刻庭園（エスコンディード、カリフォルニア州） |

## 参考資料
- Niki de Saint Phalle, Biography - Niki Charitable Art Foundation
- Qui est Niki de Saint Phalle ? - Grand Palais (2014-10-01)
- Isabelle Brootcorne, Dossier pédagogique NSP (Hors annexes), Pôle Muséal - Ville de Mons (2018-2019)
- Niki de Saint Phalle - The Daily Telegraph (27 May 2002)
- Lettre de Niki de Saint Phalle à sa mère - Le site des correspondances et des lettres
- Lettre de Niki de Saint Phalle à sa fille - Le site des correspondances et des lettres
- Lettres de Niki de Saint Phalle - Histoire des femmes peintres à travers les siècles
- Bloum Cardenas et Laura Gabriela-Duke, Histoires de famille - Grand Palais (2014-10-13)
- Michel Briat, Niki de Saint Phalle au Grand Palais : le récit de son viol, ou l'art comme thérapie - L'Obs (23-09-2014)
- Catherine Francblin, Niki de Saint Phalle, la révolte à l’œuvre, Éditions Hazan, 2013.
- Jill Johnston, Marella Caracciolo Chia, Giulio Pietromarchi, Niki de Saint Phalle et le jardin des tarots, Éditions Hazan, 2010.
- The Tarot Garden (il Giardino Dei Tarocchi) Official Website
- Alice Fleury, Niki de Saint-Phalle - Centre Pompidou
- Mickaël Pierson, Niki de Saint Phalle entre la France et les Etats-Unis - Grand Palais (2014-12-02)
- Mickaël Pierson, Les combats de Niki de Saint Phalle - Grand Palais (2014-12-02)
- Camille Morineau et al, Niki de Saint Phalle - Dossier de presse - Grand Palais, Galeries Nationales (2014)
- Camille Morineau et al, Niki de Saint Phalle - Dossier pédagogique - Grand Palais, Galeries Nationales (2014)
- Niki de Saint Phalle - Prenez Ce Couteau
- Niki de Saint Phalle et le SIDA - Institut national de l'audiovisuel (1989-05-02)
- Niki de Saint Phalle & Jean Tinguely – Les Bonnie & Clyde de l’Art - Arrêt sur Info (2016-01-23)
- Niki de Saint Phalle, Mon Secret, Paris, La Différence, 1994